# Excelsior (waterschap)
Excelsior is een voormalig waterschap in de Nederlandse provincie Groningen.
Het schap lag ter weerszijden van Scheemderzwaag. De noordoostgrens van de bijna driehoekige polder lag nagenoeg langs de Pastorieweg, de westgrens lag bij het Koediep, de zuidgrens lag langs het Zijl- of Opdiep en de westgrens langs het Termunterzijldiep. Het gemaal dat ten noorden van Scheemderzwaag stond, sloeg uit op het Zijldiep.
Waterstaatkundig gezien ligt het gebied sinds 2000 binnen dat van het waterschap Hunze en Aa's.